# Edicto de Ciro
El Edicto de Ciro suele referirse al relato bíblico de una proclamación de Ciro el Grande, el rey fundador del Imperio persa aqueménida, en el año 539 a. C. Se emitió después de que los persas conquistaran el Imperio neobabilónico tras la caída de Babilonia, y se describe en el Tanaj, que afirma que autorizó y fomentó el retorno a Sión y la reconstrucción del Templo de Jerusalén (es decir, el Segundo Templo).
El texto del cilindro de Ciro también se ha denominado «Edicto de Ciro», pero ahora se considera que este texto apoya el relato bíblico solo en un sentido muy general.

## Narrativa bíblica
El edicto de Ciro aparece en el capítulo 36 del Segundo Libro de las Crónicas en la Biblia hebrea:

Ahora bien, en el primer año de Ciro, rey de Persia, para que se cumpliera la palabra del SEÑOR por boca de Jeremías, el SEÑOR despertó el espíritu de Ciro, rey de Persia, quien hizo una proclamación en todo su reino, y también la puso por escrito, diciendo: «Así dice Ciro, rey de Persia: El Señor, Dios de los cielos, me ha dado todos los reinos de la tierra, y me ha encargado que le construya una casa en Jerusalén, que está en Judá. Quienquiera que haya entre vosotros de todo su pueblo, que el Señor su Dios esté con él, que suba».
2 Crónicas 36:22-23

Esdras 1:1-4 dice:

En el primer año de Ciro, rey de Persia, para que se cumpliera la palabra del Señor por boca de Jeremías, el Señor despertó el espíritu de Ciro, rey de Persia, quien hizo una proclamación en todo su reino, y también la puso por escrito, diciendo: «Así dice Ciro, rey de Persia: El Señor, Dios de los cielos, me ha dado todos los reinos de la tierra, y me ha encargado que le construya una casa en Jerusalén, que está en Judá. Quienquiera que haya entre vosotros de todo su pueblo, que su Dios esté con él, que suba a Jerusalén, que está en Judá, y construya la casa del Señor, el Dios de Israel, que es el Dios que está en Jerusalén. Y a todo el que quede, en cualquier lugar donde more, que los hombres de su lugar le ayuden con plata, oro, bienes y bestias, además de la ofrenda voluntaria para la casa de Dios que está en Jerusalén».
Ezra 1:1-4

El Libro de Esdras dice que el pueblo de Cutha, conocido en hebreo como «Cuthim» y descrito como los «adversarios» de los exiliados que regresaban, solicitó unirse a la construcción del Segundo Templo, y cuando Zorobabel y sus compañeros lo rechazaron, redactaron una carta de queja a Artajerjes de Persia:

Y en el reinado de Asuero, al principio de su reinado, escribieron una acusación contra los habitantes de Judá y Jerusalén. Y en los días de Artajerjes escribieron Bishlam, Mitredat, Tabeel y el resto de sus compañeros, a Artajerjes, rey de Persia; y la escritura de la carta fue escrita en caracteres arameos, y expuesta en lengua aramea. Rehum el comandante y Shimshai el escriba escribieron una carta contra Jerusalén al rey Artajerjes en este sentido. Entonces escribieron Rehum el comandante y Shimshai el escriba, y el resto de sus compañeros; los dinitas, los aferosatequitas, los tarpelitas, los aferositas, los arqueositas, los babilonios, los susanquitas, los dehitas, los elamitas y el resto de las naciones que el gran y noble Asenapar trajo y estableció en la ciudad de Samaria, y el resto que está en el país más allá del río: —«Y ahora, esta es la copia de la carta que le enviaron, incluso al rey Artajerjes, tus siervos los hombres más allá del río, y ahora sea conocido por el rey, que los judíos que vinieron de ti han venido a nosotros a Jerusalén; están construyendo la ciudad rebelde y mala, y han terminado los muros, y están cavando los cimientos. Sepa ahora el rey que, si esta ciudad se edifica y se terminan los muros, no pagarán tributo, impuesto ni peaje, y así perjudicarás a los ingresos de los reyes. Ahora bien, como comemos la sal del palacio y no nos parece ver la deshonra del rey, por eso hemos enviado y anunciado al rey que se busque en el libro de las crónicas de tus padres; Así lo encontrarás en el libro de las crónicas, y sabrás que esta ciudad es una ciudad rebelde y perjudicial para los reyes y las provincias, y que desde tiempos antiguos han promovido la sedición en ella; por lo cual esta ciudad fue arrasada. Anunciamos al rey que, si esta ciudad se construye y se terminan los muros, por este medio no tendrás ninguna parte más allá del río». Entonces el rey envió una respuesta a Rehum el comandante, a Shimshai el escriba, al resto de sus compañeros que moran en Samaria y al resto más allá del río: «Paz, y ahora la carta que nos habéis enviado ha sido leída claramente ante mí. Y he decretado, y se ha hecho una investigación, y se ha descubierto que esta ciudad de antaño se ha sublevado contra los reyes, y que se han producido rebelión y sedición en ella. También ha habido reyes poderosos sobre Jerusalén, que han gobernado sobre todo el país más allá del río; y se les pagaba tributo, impuestos y peaje. Haced ahora un decreto para que cesen estos hombres, y que esta ciudad no sea construida, hasta que yo haga un decreto. Y estad atentos para no ser negligentes en esto; ¿por qué habría de crecer el daño en perjuicio de los reyes?». Entonces, cuando la copia de la carta del rey Artajerjes fue leída ante Rehum, el escriba Simsai y sus compañeros, fueron rápidamente a Jerusalén a ver a los judíos y les hicieron cesar por la fuerza y el poder. Entonces cesó la obra de la casa de Dios que está en Jerusalén; y cesó hasta el segundo año del reinado de Darío, rey de Persia.
HE

Rabbi Meïr Weiser avanzó la teoría de que el partido de Mitrídates Táboe se aprovechó del protocolo de traducción contenido en el documento emitido por el gobierno de Ciro el Grande. Básicamente, el protocolo establecía que cada país de su reino tenía derecho a hablar su idioma único y a escribir textos al rey en su lengua materna y a que los funcionarios locales que presidían Artajerjes de Persia tradujeran el documento. Weiser continuó diciendo que Mitrídates Tabeel ofreció un soborno sustancial a Rehum, el secretario, y a Simsai, el escriba, para que redactaran una carta que contenía una ambigüedad que podía interpretarse como que los constructores del templo después del exilio habían modificado el edicto del rey participando activamente en la construcción y fortificación de las murallas de Jerusalén en un intento de rebelarse contra el gobierno del rey extranjero. La estratagema de Mithredath Tabeel y compañía logró que se detuviera durante 14 años toda actividad de construcción de templos en Jerusalén.
Tras una segunda carta enviada por el gobernador persa en la que pedía al rey una decisión, el edicto se encuentra en los archivos y el rey da sus órdenes en consecuencia:

Entonces el rey Darío promulgó un decreto y se buscó en la casa de los archivos, donde se guardaban los tesoros, en Babilonia. Y se encontró en Ahmetha, en el palacio que está en la provincia de Media, un rollo, y en él estaba escrito así: «Un registro. En el primer año del rey Ciro, el rey Ciro decretó: En cuanto a la casa de Dios en Jerusalén, que se construya la casa, el lugar donde se ofrecen sacrificios, y que sus cimientos sean fuertes; su altura de sesenta codos y su anchura de sesenta codos; con tres hileras de grandes piedras y una hilera de madera nueva, y que los gastos se paguen con dinero de la casa del rey; y que también los utensilios de oro y plata de la casa de Dios, que Nabucodonosor sacó del templo que está en Jerusalén y llevó a Babilonia, sean restituidos y devueltos al templo que está en Jerusalén, cada uno a su lugar, y los pondrás en la casa de Dios». «Ahora, pues, Tattenai, gobernador de la otra orilla del río, Setar-boznai y tus compañeros los afaresitas que están al otro lado del río, apártense de allí; dejen la obra de esta casa de Dios; dejen que el gobernador de los judíos y los ancianos de los judíos construyan esta casa de Dios en su lugar. Además, he dado orden de que se haga lo siguiente con respecto a estos ancianos de los judíos para la construcción de esta casa de Dios: que se les entreguen con toda diligencia los bienes del rey, incluso los tributos de más allá del río, para que no se vean obstaculizados. Y lo que necesiten, tanto becerros como carneros y corderos para los holocaustos al Dios del cielo, trigo, sal, vino y aceite, según la palabra de los sacerdotes que están en Jerusalén, que se les dé día a día sin falta; para que puedan ofrecer sacrificios de dulce aroma al Dios del cielo, y orar por la vida del rey y de sus hijos. También he decretado que a quienquiera que altere esta palabra, se le arranque una viga de su casa, y se le eleve y se le ate a ella; y que su casa se convierta en un muladar por esto; y que el Dios que ha hecho que Su nombre habite allí derribe a todos los reyes y pueblos, que extiendan su mano para alterarlo, para destruir esta casa de Dios que está en Jerusalén. Yo, Darío, he dado una orden; que se cumpla con toda diligencia». Ezra 6:1-12

## Historicidad
El cilindro de Ciro, un antiguo cilindro de arcilla inscrito con una declaración en nombre de Ciro que hace referencia a la restauración de templos y la repatriación de pueblos exiliados, ha sido tomado por muchos eruditos como corroboración de la autenticidad de los decretos bíblicos atribuidos a Ciro. Otros estudiosos consideran que el texto del cilindro es específico de Babilonia y Mesopotamia y destacan la ausencia de cualquier mención a Judá o Jerusalén. El profesor Lester L. Grabbe, aunque reconoce una «política general de permitir a los deportados regresar y restablecer los lugares de culto», afirma que el «supuesto decreto de Ciro que permite, e incluso ordena a los judíos que reconstruyeran el templo... no puede considerarse auténtico». También caracteriza la arqueología relevante como una sugerencia de que el retorno fue un «goteo» que se produjo a lo largo de décadas, en lugar de un acontecimiento único.